# Larbi Doghmi
Larbi Doghmi, né en 1931 à Rabat et décédé le 28 octobre 1994 à Rabat, est un acteur marocain.
Il a tourné dans de nombreux films marocains, courts et longs métrages, séries radio puis télévisées, ainsi que plusieurs doublages sonores de films indiens. Il a aussi à son actif des films internationaux comme  L'Homme qui voulut être roi, tourné avec l'acteur Sean Connery.

## Filmographie
- 1955 : Le médecin malgré lui de Henry Jacques
- 1968 : Quand mûrissent les dattes de Larbi Bennani & Abdelaziz Ramdani
- 1975 : L'Homme qui voulut être roi de John Huston
- 1977 : Soleil des hyènes de Ridha Behi
- 1979 : L'Étalon noir de Caroll Ballard
- 1980 : Noces de sang de Souheil Ben Barka
- 1982 : Le retour de l'étalon noir de Robert Dalva
  - Brahim yach de Nabil Lahlou
- 1986 : Allan Quatermain et la cité de l’or perdu de Gary Nelson
- 1988 : Caftan d'amour de Moumen Smihi
- 1991 : Le Vent de la Toussaint de Gilles Béhat